# Texán de Palomeque
Texán de Palomeque es una población del estado de Yucatán, México, localizada en el municipio de Hunucmá, ubicada en la parte noroeste de dicho estado peninsular.
Liga Texan de Fútbol 9
La liga Texan se crea en año 2014, con 8 equipos.

## Toponimia
El nombre (Texán  Palomeque) hace referencia a Texán que significa en maya yucateco allá en el huano y Palomeque, apellido del dueño original de la hacienda.

## Localización
Texán de Palomeque se encuentra 11 kilómetros al sur de Hunucmá.

## Galería

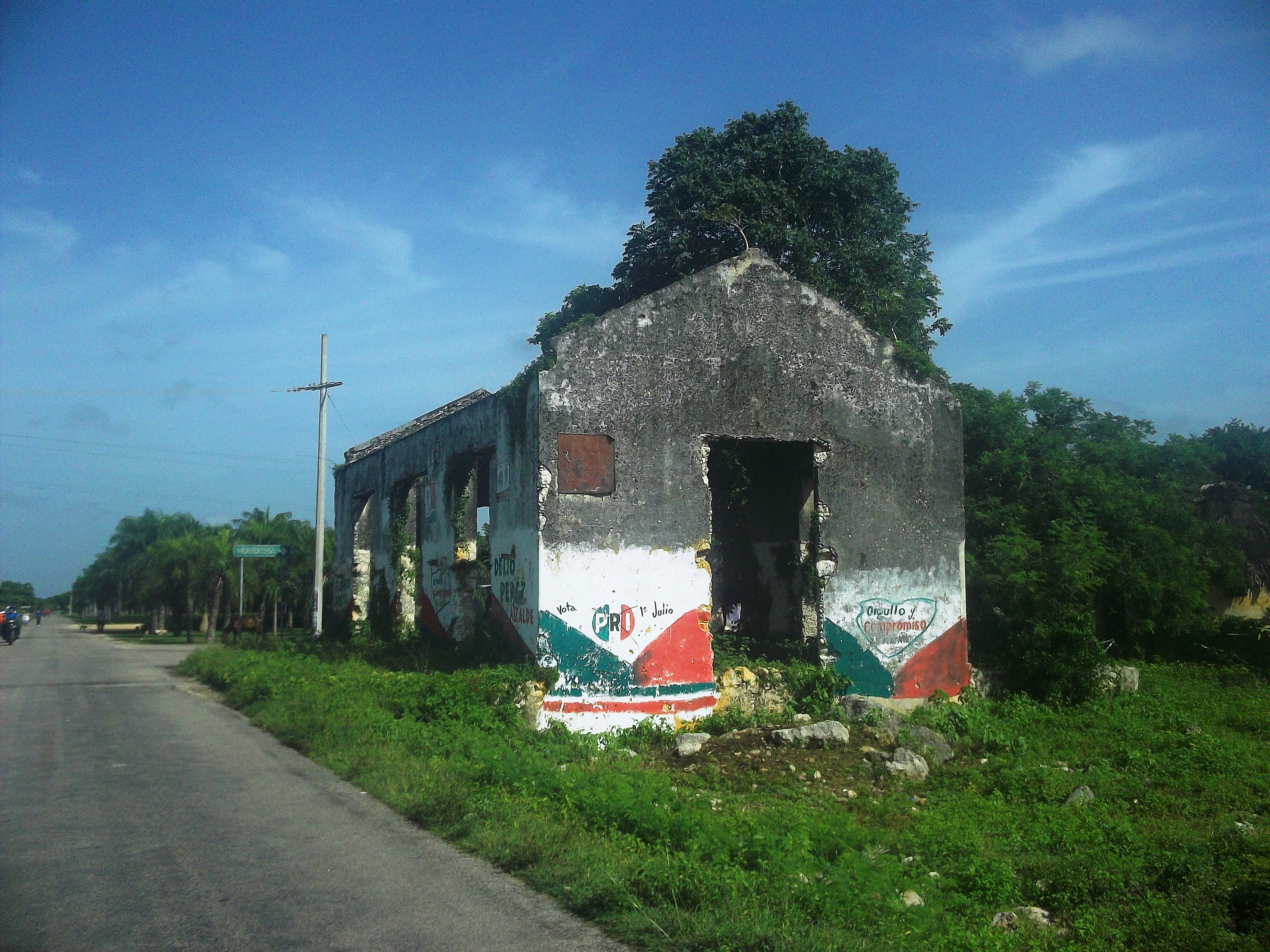
Antigua estación del tren de Texán de Palomeque.
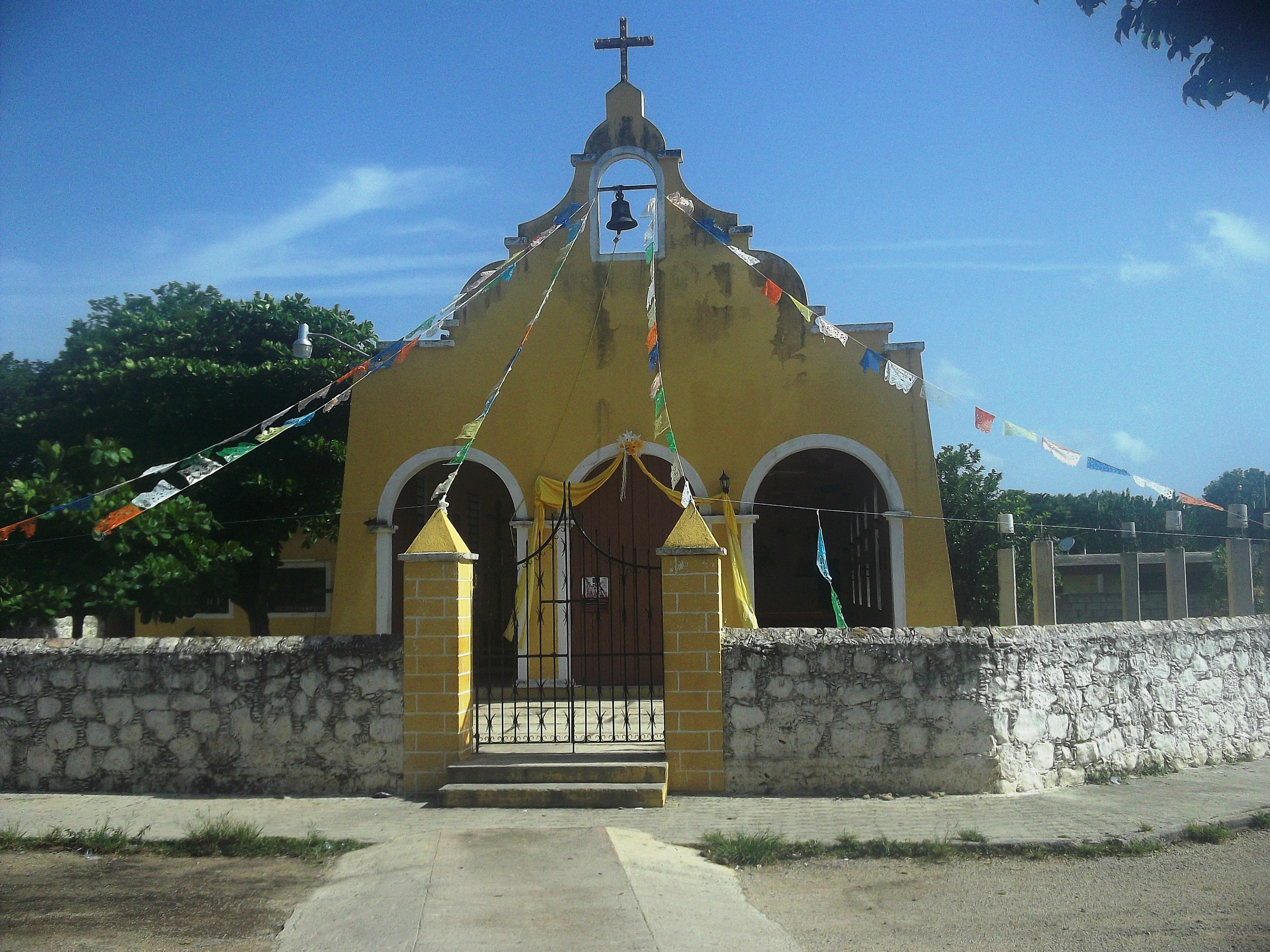
Iglesia de Texán de Palomeque.
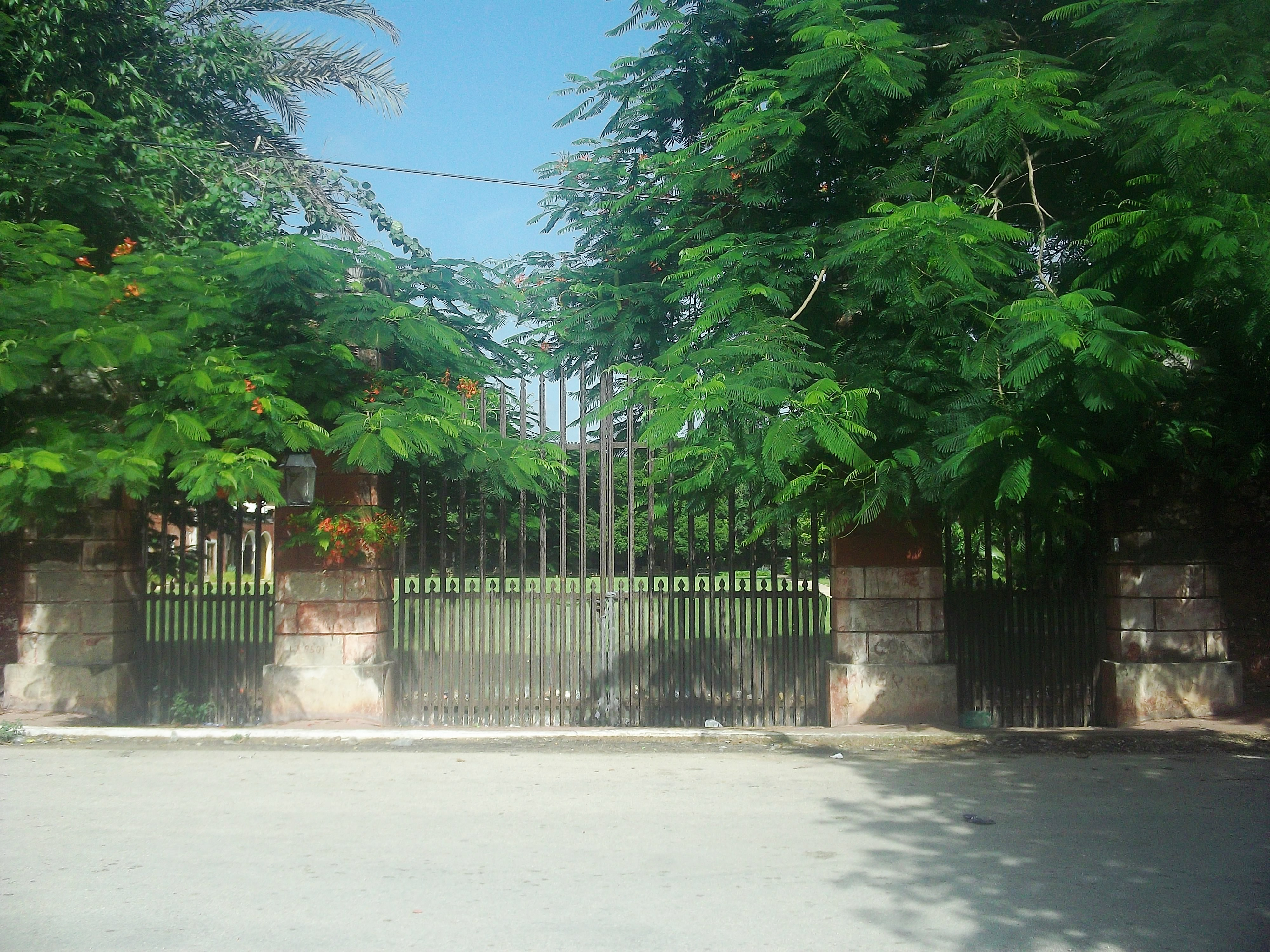
Vista de la hacienda de Texán de Palomeque.
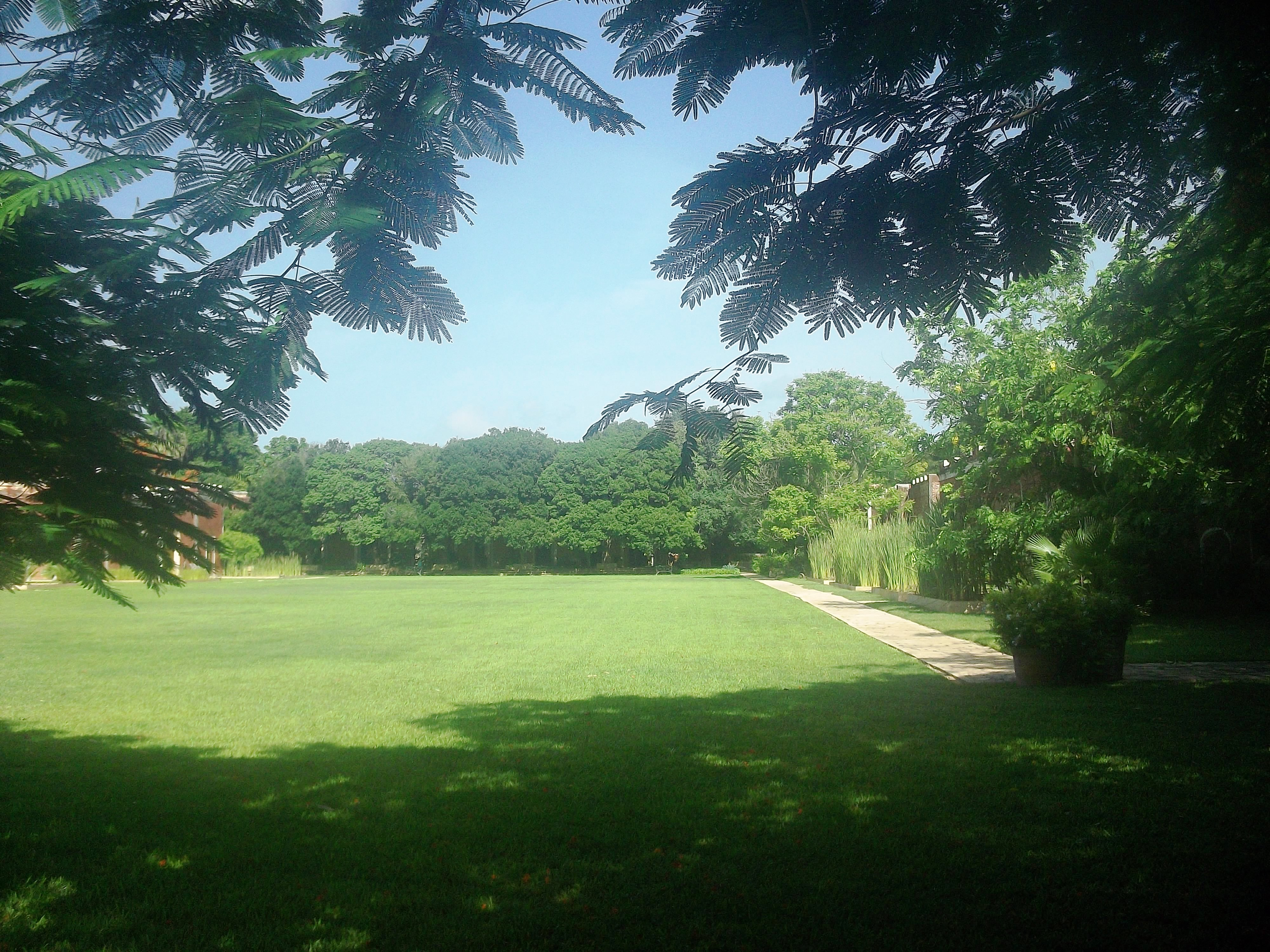
Vista de la hacienda de Texán de Palomeque.
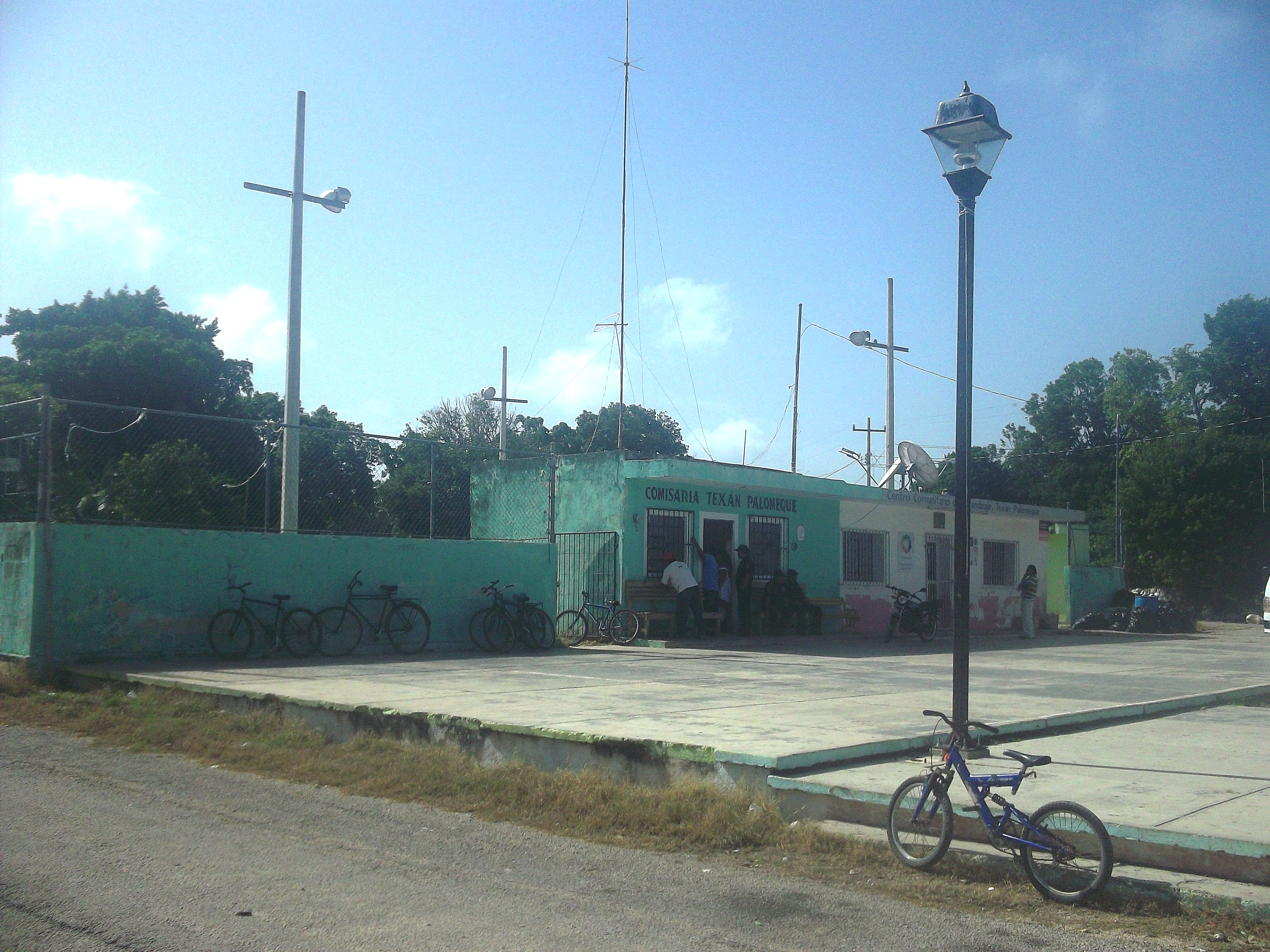
Casa comisarial de Texán de Palomeque.
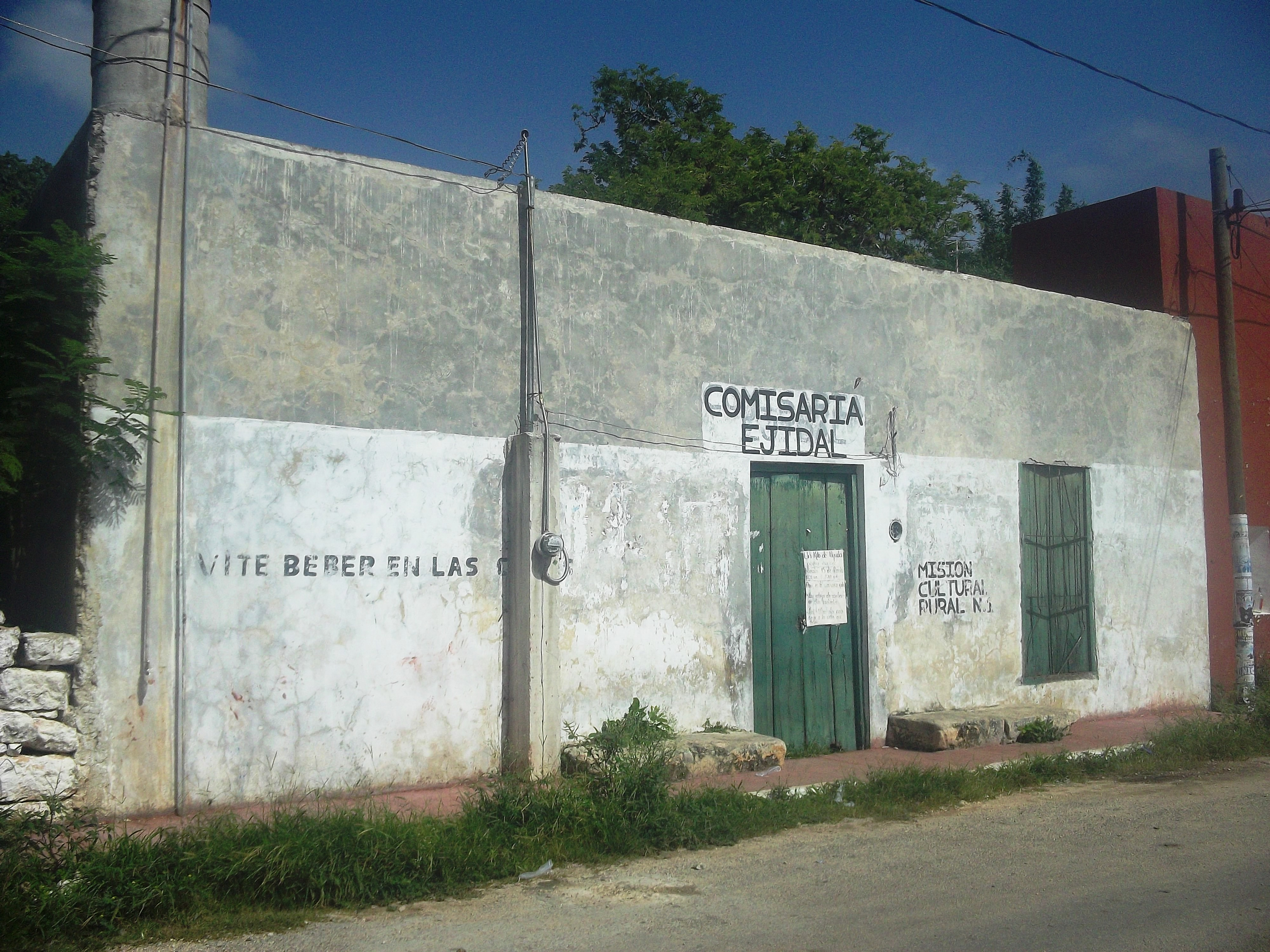
Casa ejidal de Texán de Palomeque.